# Гарднер (Флорида)
Гарднер (енгл. Gardner) насељено је место без административног статуса у америчкој савезној држави Флорида.

## Демографија
По попису из 2010. године број становника је 463.
| Група             | 2000.    | 2010.       |
| Белци             | 0 (0,0%) | 379 (81,9%) |
| Афроамериканци    | 0 (0,0%) | 2 (0,4%)    |
| Азијати           | 0 (0,0%) | 57 (12,3%)  |
| Хиспаноамериканци | 0 (0,0%) | 23 (5,0%)   |
| Укупно            | 0        | 463         |